# 傑克·帕森斯
約翰·懷特賽德·「傑克」·帕森斯（英語：John Whiteside "Jack" Parsons，本名馬弗爾·懷特賽德·帕森斯（Marvel Whiteside Parsons），1914年10月2日—1952年6月17日），一般人稱呼他為傑克·帕森斯（Jack Parsons），是一名美國火箭工程師、火箭推進研究員、化學家、發明家和泰勒瑪神秘學家，他也是噴射推進實驗室（JPL）及Aerojet公司的創辦人之一。他發明了第一個用混合火箭推進劑作為燃料的火箭發動機，也開拓了液體及固體火箭燃料的改進技術。
他出生於加利福尼亞州的洛杉磯一個富有家庭。童年時他受到科幻小說所啟發，對火箭技術產生興趣，1928年，他與朋友Edward Forman開始做很多試驗性的火箭研究。經濟大蕭條期間因經濟困難的問題而在帕薩迪納市立學院和史丹福大學被迫退學，但在1934年得到古根罕噴氣推進研究中心（GALCIT）的支持下他與Forman及法蘭克·馬利納組成了GALCIT火箭研究小組。1939年，GALCIT小組獲得美國國家科學院（NAS）的資金資助他們為美國軍方研發噴射輔助起飛裝置（JATO）。隨着美國加入第二次世界大戰，他們於1942年成立Aerojet公司，開發及出售他們的JATO技術。GALCIT小組於1943年發展成為噴射推進實驗室。
帕森斯在1939年短暫投入馬克思主義後，便將信仰轉至泰勒瑪，這是英國神秘學家阿萊斯特·克勞利所提倡的新興宗教。1941年，他與他的第一任妻子Helen Northrup加入位於加利福尼亞州的東方聖殿會（又譯東方神殿教、東方聖殿騎士團，簡稱O.T.O.）的分會「Agape Lodge」。在克勞利的命令下，帕森斯於1942年取代威爾弗雷德·塔爾博特·史密斯，成為該會的領導人。1944年他因為該分會的臭名和據稱的違法活動而被逐出噴射推進實驗室及Aerojet。
1945年，帕森斯與他妻子Helen Northrup的妹妹莎拉通姦而分居，當莎拉為L·羅恩·賀伯特（未來的山達基教〔科學教〕創始人）而離開他時，他便指導進行「巴巴倫儀式」，這是設計來喚起泰勒瑪女神巴巴倫到地球的一系列儀式。他和賀伯特與瑪喬麗·卡麥隆繼續儀式過程，卡麥隆與帕森斯在1946年結婚。在賀伯特和莎拉欺騙了他一生的儲蓄後，帕森斯向東方聖殿會請辭，其後擔任以色列火箭計劃的顧問。在麥卡錫主義風氣之中，他曾被指控從事間諜活動，令他無法再在火箭學上進行研究工作。1952年，帕森斯的家中實驗室發生爆炸，最終他被炸至重傷而死，享年37歲，後來警方裁定這是意外，但很多同事們則懷疑他是死於自殺或被謀殺。
帕森斯的神秘學和自由意志論的著作在去世後出版，而西方祕傳和反主流文化界人士稱他是在整個北美地區中傳播泰勒瑪的最重要人物之一。儘管學術界忽視他的科學生涯，但歷史學家卻讚賞帕森斯對火箭工程的貢獻。他倡導太空探索和載人航天，以及他在創立噴射推進實驗室和Aerojet的作用，帕森斯被公認為是美國太空計劃的歷史上最重要的人物之一。有幾部傳記曾經以他作為主題，他也曾被虛構化描述，其中包括電視劇《神秘天使》。

## 生平

### 早年：1914年–1934年
帕森斯出生於1914年10月2日洛杉磯的好撒瑪利亞人醫院裡，出生名為馬弗爾·懷特賽德·帕森斯（Marvel Whiteside Parsons）。他的父母，露絲·維吉尼亞·懷特賽德（Ruth Virginia Whiteside，約1893年-1952年）和馬弗爾·H·帕森斯（Marvel H. Parsons，約1894年-1947年）於去年從麻省搬到加州，在洛杉磯市中心的Scarf Street購買了一間房子。他們的兒子以他父親的名字命名，但全家人稱他為傑克（Jack）。傑克出生後不久，婚姻便破裂了，露絲發現他的父親曾多次探訪一名妓女，而她於1915年3月申請離婚。帕森斯的父親在被公開揭穿為姦夫後返回麻省，而露絲禁止他與傑克有任何接觸。帕森斯的父親後來加入了軍隊，升到少校的等級，並與一位女人結婚和生下兒子查爾斯（Charles），而傑克只見過這位同父異母兄弟一次。雖然露絲保留了前夫的姓氏，但她卻開始叫她的兒子為約翰（John），他一生中很多朋友都叫他為傑克。露絲的父母華爾特（Walter）和嘉莉·懷特賽德（Carrie Whiteside）搬到加州，與傑克和他們的女兒一起，用他們的財富在帕薩迪納的Orange Grove大道購買高檔房屋（在當地被稱為「Millionaire's Mile」），讓他們可以一起生活。傑克置身於家傭的包圍中，只有很少的朋友，而他過著孤獨的童年，並花了很多時間來閱讀；他特別對神話作品、亞瑟王傳說和《天方夜譚》感興趣。他因為朱爾·凡爾納的作品而對科幻產生興趣，以及成為《驚奇故事》等的紙漿雜誌的熱心讀者，這引起了他早期對火箭學的興趣。

## 流行文化
L·羅恩·賀伯特在帕森斯的Agape Lodge以及隨後的遊艇騙局中所扮演的角色都在Russell Miller的1987年賀伯特傳記書《Bare-faced Messiah》中有探索。帕森斯參與Agape Lodge的事情也被Martin P. Starr的2003年泰勒瑪運動歷史書《The Unknown God: W.T. Smith and the Thelemites》中談論到。基於BBC遊戲節目的書籍《The QI Book of the Dead》（2004年）包括了一個帕森斯的訃告。艾力士·吉伯尼的2015年紀錄片《解密山達基》中也提及到帕森斯與賀伯特的神秘合作關係，該紀錄片由HBO製作。
2014年，AMC Networks宣布計劃將帕森斯的生平拍成電視劇，但在2016年據報導該劇「不會有進展」。2017年，該項目被CBS All Access拍成網絡電視劇《神秘天使》。由馬克·赫曼監製並由愛爾蘭演員傑克·雷諾主演，於2018年6月首播。